# Iñaki de Juana Chaos
José Ignacio de Juana Chaos, plus connu sous le nom d'Iñaki de Juana Chaos, né le 21 septembre 1955 à Legazpi, est un militant de l'organisation Euskadi ta Askatasuna (ETA). Il a été jugé responsable de vingt-cinq assassinats, qu'il a déclaré ne pas regretter, et a montré publiquement sa satisfaction lors de plusieurs assassinats commis par l'ETA tandis qu'il était en prison. Incarcéré à la fin des années 1980, il a été condamné à presque 3 000 années de prison, et en a purgé dix-huit.
Après une grève de la faim de 114 jours, il a été mis en semi-liberté au début du mois de mars 2007. Il est actuellement en liberté après avoir purgé sa peine.

## Enfance
Baptisé sous le nom de José Ignacio de Juana Chaos, sa famille n'est ni basque, ni proche du nationalisme basque. Son père, Daniel de Juana Rubio, est un médecin originaire de Miranda de Ebro, dans la province de Burgos. Il participe à la guerre civile espagnole comme lieutenant dans l'armée franquiste, est décorée d'une médaille de campagne, de deux croix rouges et d'une croix de guerre. En 1943, Daniel de Juana adhère à la Phalange. La mère de José Ignacio, Esperanza Chaos, née dans les années 1920 à Tétouan, alors capitale du Protectorat espagnol au Maroc, est la fille d'un militaire qui était en garnison là-bas à l'époque.
L'emploi de médecin d'entreprise dans l'une des aciéries du Guipuscoa obtenu par son époux amène le jeune couple à s'installer dans cette région. La maison ou naissent et grandissent leurs deux enfants, Altamira (qui épouse par la suite un commandant de l'Armée de terre assassiné par l'ETA en 1977) et José Ignacio, est proche du poste de la Guardia Civil. La famille déménage ensuite  à Saint-Sébastien, ou José Ignacio réside jusqu'en 1983.

## Jeunesse
José Ignacio de Juana Chaos suit une formation pour devenir infirmier. Il fait son service militaire à Alcalá de Henares, et reçoit des félicitations publiques de la mairie de Madrid le 27 mai 1977 pour avoir participé à l'extinction d'un incendie. Il fait partie de la deuxième promotion de l'Ertzaintza, créée en 1982, dont il devient agent. En 1983, son appartenance à l'ETA est découverte à la suite de l'arrestation d'un membre de l'ETA qui détenait des armes volées dans une caserne de l'Ertzaintza, et il doit fuir en France.

## Dans l'ETA
Début 1986, Juana Chaos devient responsable du commando Madrid, qui s'était entraîné en Algérie. De 1985 à son arrestation à Madrid en 1987, il participe à l'assassinat de vingt-cinq personnes. Il a notamment reconnu être à l'origine de l'attentat à la voiture piégée perpétré le 14 juillet 1986 sur la plaza de la República Dominicana, à Madrid, contre un convoi de la Garde civile, qui fit douze morts et quarante-cinq blessés. D'après le témoignage de Juan Manuel Soares Gamboa, ancien membre de l'ETA qui a accepté de collaborer avec la justice, c'est Juana Chaos qui choisissait les futures victimes du commando et ceux qui devaient les assassiner.
Il a participé aux attentats suivants :
- le 12 juin 1985, le commando Madrid attaque au fusil-mitrailleur la voiture officielle dans laquelle se trouvent le colonel de l'Armée de terre Vicente Romero[Quoi ?] et son chauffeur Juan García Jiménez, simple soldat. Tous deux sont assassinés. Les poseurs de bombe piègent ensuite le véhicule, avant de s'enfuir. La voiture explose, causant la mort de l'agent de la Police nationale espagnole Esteban del Amo, démineur.
- le 29 juillet 1985, le vice-amiral Fausto Escrigas Estrafa est assassiné.
- le 9 septembre 1985, une voiture piégée explose au passage d'un fourgon de la Garde civile, plaza de la República Argentina. Aucun agent n'est tué, mais l'onde de choc provoque la mort d'un passant américain, Eugene Kent Brown.
- le 25 avril 1986, une voiture piégée explose au passage d'un Land Rover de la Garde civile, dans lequel se trouvent neuf agents chargés de la surveillance des ambassades du quartier de Salamanca, au croisement des rues Jorge Juan et Príncipe de Vergara. Cinq agents trouvent la mort dans l'attentat : Juan Carlos González, Vicente Javier Domínguez, Juan José Catón Vázquez, Juan Mateos Pulido et Alberto Alonso Gómez.
- le 17 juin 1986, une voiture officielle dans laquelle se trouvent le commandant Ricardo Sáenz de Ynestrillas[3], le lieutenant-colonel Mateos Pulido[Qui ?] et le soldat Francisco Casillas Martín est la cible d'une fusillade ; les trois passagers du véhicule sont tués.
- le 14 juillet 1986, plaza de la República Dominicana, une fourgonnette piégée explose au passage d'un autobus de la Garde civile dans lequel se trouvaient cinquante-quatre agents en stage de régulation de la circulation, tous âgés de 19 à 25 ans. Comme l'a déclaré Esteban Esteban Nieto lors du jugement, l'intention était de causer «le plus grand nombre de morts possible ».

Juana Chaos a participé à deux autres tentatives d'assassinat en 1986, visant le Procureur général de l'État, Luis Antonio Burón Barba, et le président du Tribunal suprême, Antonio Hernández Gil.

## Détention (1987) et prison
De Juana a été arrêté à l'aube du 16 janvier 1987 dans un « appartement franc » (planque) de Madrid, avec les autres membres du Commando Madrid : Esteban Esteban Nieto, Inmaculada Noble Goikoetxea (qui deviendra sa compagne), Antonio Troitiño Arranz, María Teresa Rojo et Cristina Arrizabalaga Vázquez.
Il a été condamné à plus de 3 000 années de prison. Sa personnalité qualifiée par les psychologues pénitentiaires comme « froide » et « narcissique ». Comme d'habitude pour les prisonniers pour terrorisme, il a été classé au premier degré, le plus dur de ce qui existe. Cette classification a été traduite en réclusion dans des quartiers de surveillance spéciale, fouilles périodiques, isolement des autres prisonniers, peu d'heures de promenade, accompagné lors des communications avec l'extérieur. D'autre part, en vertu de la politique de dispersion pénitentiaire des prisonniers d'ETA il a été dans de nombreuses prisons : Herrera La Mancha, Séville, Ceuta, Palma de Majorque, Las Palmas de Gran Canaria, Murcie, Ibiza, Melilla, El Puerto de Santa María et d'Algésiras.
De Juana a toujours essayé de se situer comme le chef du groupe d'etarres faits prisonniers. Toutefois, il n'a été jamais été désigné par ETA comme chef de ce qu'ils appelaient « frente de makos » (prisons), puisqu'ils n'ont jamais abandonné sa confiance.
Pendant ses années de réclusion, de Juana a continué d'attirer l'attention des médias, donnant sa constante absence de repentir. Le 9 mars 1993, après l'attentat à Séville où un commando d'ETA a assassiné le conseiller municipal Alberto Jiménez-Becerril Barrio et son conjoint Ascensión García, il a montré sa joie en écrivant dans une lettre : « sus lloros son nuestras sonrisas y terminaremos a carcajada limpia » (« leurs pleurs sont nos sourires et nous terminerons en éclat de rires »).
En juillet 1992, il remet une lettre au juge de surveillance pénitentiaire de Cadix en l'informant qu'il figurait dans les listes d'ETA comme « exécutable ». Le 6 mai 1998, après le meurtre par ETA du conseiller municipal d'UPN, Tomás Caballero, il a sollicité le directeur de la prison où il était incarcéré demandant du champagne et des crevettes pour la célébrer.
Il a tenté une évasion en hélicoptère, avec quatre autres etarres, de la prison de Herrera de La Mancha le 2 mars 1990, après avoir été transféré à la prison de Séville 2. Peu ensuite, il a été transféré à Melilla, où il a entamé une grève de faim de quatre jours.
Le 18 décembre 1990, Juana et les autres membres du Commando Madrid ont été condamnés à 1 750 années de prison par le meurtre de cinq gardes civils en 1986.
En mai 1991, il a essayé de s'évader de la prison de Palma de Majorque. En 1992, incarcéré dans la prison de El Puerto de Santa María, il entame sa seconde grève de faim, en protestation de l'interdiction qui lui est faite d'appeler par téléphone sa compagne plus d'une fois par mois. On a su plus tard qu'il avait tenté de s'enfuir en hélicoptère de la prison de gaditana. Après son séjour dans la prison de Las Palmas il a été transféré à El Puerto de Santa María en 1998 quand le gouvernement espagnol a décidé de transférer 21 prisonniers d'ETA emprisonnés dans les îles Canaries, les Îles Baléares, la Ceuta et Melilla à des prisons de la péninsule pendant la première trêve d'ETA.
Parallèlement, de Juana a été isolé du groupe de prisonniers d'ETA, rompant avec sa compagne d'alors, Inmaculada Noble.

## Nouveau jugement et grève de la faim (2006)
Sur le point de sa libération après avoir accompli sa peine, il s'est produit une grande polémique due au fait qu'il a avoué être le responsable de la mort de 25 personnes et condamné à 3 129 années de réclusion, puisse être mis en liberté après 18 années d'incarcération dues à la réduction de peine que prévoyait le Code Pénal de 1973, pour lequel il a été jugé. Mais de Juana a été jugé récemment, et sa prison préventive décrétée, pour avoir écrit deux articles d'opinion dans le quotidien Gara : Gallizo et El Escudo, dans lesquels, selon la sentence de l'Audiencia Nacional, il menaçait des responsables de prisons, des politiciens et des juges en les indiquant comme objectifs d'ETA.
Le 7 août 2006, en plein cessez-le-feu d'ETA pendant les discussions entre des représentants du Gouvernement et de l'organisation, de Juana a entamé une grève de la faim de 63 jours contre ce qu'il considérait comme une « réclusion perpétuelle », se référant tant à l'application de la doctrine Parot par les juges du Tribunal Suprême espagnol. Tout comme l'invention d'infractions pour traiter des citoyens emprisonnés une fois leur peine accomplie, en se basant sur les déclarations du ministre de la Justice, Juan Fernando López Aguilar, qui a déclaré que le Procureur recourrait a la libération de de Juana « dans la limite de ses possibilités et des possibilités du système judiciaire lui-même », et en voyant « s'il est possible qu'on puisse construire une nouvelle imputation pénale pour appartenance à une bande armée, menaces ou par continuité d'une certaine forme de l'activité terroriste, même depuis la prison ». Cette grève de la faim n'avait pas le soutien des dirigeants d'ETA, puisque, dans le contexte des dites discussions, c'était la première fois dans l'histoire de l'organisation qu'un membre emprisonné d'ETA exécutait une mesure de pression de ce type sans avoir préalablement consulté la direction de l'organisation et pour un acte qui le touchait, lui, personnellement et exclusivement.
À la fin de l'été, le dirigeant etarre Juan Lorenzo Lasa Mitxelena, alias « Txikierdi » lui a fait parvenir via différentes voies un message de mécontentement de la part de la direction. La grève de la faim a été, à ses premiers moments, un motif de malaise tant pour ETA que pour son environnement (les nouvelles de la grève ont tardé onze jours avant d'être publiée dans Gara), puisqu'on était en pleine trêve.
Le 6 octobre il a été transféré depuis l'hôpital gaditano Punta Europa jusqu'à l'unité de nutrition de l'hôpital 12 de Octubre à Madrid.
Après avoir fini cette grève le 8, de Juana a indiqué que sa décision n'a pas été conditionnée par son état de santé, mais était due aux demandes innombrables effectuées par son entourage familial et social pour qu'il cesse le jeûne, et au compromis de la société basque au moment de revendiquer le retour de tous les prisonniers, bien que des sources de la lutte antiterroriste attribuent la fin de la grève au mécontentement de la direction de l'organisation.
Le 27 octobre 2006 a commencé le jugement au Tribunal Suprême pour une infraction relative à la publication de deux articles de de Juana dans le journal Gara. La sentence a été émise le 6 novembre, et le condamnait à douze ans et sept mois par une infraction de menaces terroristes, avec circonstances aggravantes.
Le jour précédent la présentation officielle de sa peine, il a commencé une nouvelle grève de la faim parce qu'à son avis il avait déjà accompli sa peine. Le 16 novembre le tribunal autorise des contrôles médicaux du prisonnier, à veiller à sa santé et à son intégrité physique. Refusant de se nourrir, le 24 novembre, le tribunal a ordonné son transfert à l'Unité de Nutrition de l'Hôpital 12 octobre de Madrid. Le 12 décembre, de Juana commence à être nourri, contre sa volonté, avec une sonde naso-gastrique.
Le 23 janvier 2007 les médecins qui s'occupaient de lui ont déclaré qu'il pouvait mourir à tout moment. le 25 janvier le Tribunal Suprême décide des actions qui devaient être prises avec de Juana. L'AVT sollicitait la poursuite de la mesure, le ministère fiscal la prison atténuée avec résidence permanente à son domicile et la défense la liberté provisoire pour des raisons humanitaires et étant donné son impossibilité de fuite. Il a été décidé par douze voix pour et quatre contre, étant donné l'état grave dans lequel il se trouvait de par cette grève de la faim, l'accusé resterait en prison parce que sa situation avait été provoquée librement et volontairement par lui-même.
D'autre part on a ordonné le blocage des droits d'auteur de l'etarre afin de pouvoir payer les indemnisations aux victimes.
Le 6 février, de Juana est nouveau dans les médias pour la publication d'une entrevue dans le journal britannique The Times illustrée par une photo de lui dans laquelle il est attaché au lit et très amaigri. La publication de l'entrevue a provoqué une grande polémique. On a su plus tard que l'entrevue s'était effectuée par courrier et, selon le Ministère de l'Intérieur, que les photos ont transmises par ses avocats et que, pour la photo, on lui a coupé les cheveux et a été attaché au lit (puisqu'il ne l'était seulement que pour le nourrir).
Le 12 février 2007 le Tribunal suprême a réduit sa peine de douze à trois années à la demande du Ministère public, bien que de Juana ait déclaré qu'il n'abandonnerait pas sa grève de la faim tant qu'il ne serait pas en liberté. Le 23 février, on a retiré la sonde par laquelle il était nourri Quelques semaines plus tard, le 1er mars, le Ministère de l'Intérieur a résolu de lui accorder la peine atténuée, ce qui a impliqué son transfert dans un hôpital du Pays basque et à sa réclusion postérieure à son domicile particulier. Après lui avoir accordé la peine atténuée, de Juana a arrêté la grève de la faim.

## Sortie de l'hôpital (2007)
Le 4 juin 2007 de Juana a déclaré d'une nouvelle menace de grève de faim si des institutions pénitentiaires l'oblige à porter un bracelet électronique. Le porte-parole d'Askatasuna, Juan María Olano a déclaré que l'étarre rejette cette mesure puisqu'elle le ferait se sentir « comme un chien ».
Le 6 juin 2007, après son séjour hospitalier, à il a été transféré de nouveau à la prison d'Aranjuez, pour accomplir le reste de sa peine.
Le 11 février 2008, Iñaki a contracter un mariage avec sa compagne Irati Aranzabal, membre d'Etxerat, une organisation des familles et amis de prisonniers d'ETA. La liaison matrimoniale a eu lieu dans la prison d'Aranjuez. Deux prisonniers d'ETA ont été leurs témoins.

## Mise en liberté (2008)
Le 2 août 2008 il est mis en liberté en accompli sa peine. Sa mise en liberté a été accompagnée d'une grande polémique qui a provoqué un vaste débat sur la possibilité d'appliquer des mesures encore après l'accomplissement de la peine, sachant que de Juana vivrait dans la même rue du quartier d'Amara de Saint-Sébastien où vivent plusieurs victimes d'ETA, dont l'une juste sous l'étage de de Juana. Une autre des victimes est la mère de Joseba Pagazaurtundua. Avant leur arrivée dans leur domicile, on a « tagué » des menaces par des groupes d'extrême droite, assignant une escorte a de Juana, le dit domicile étant devenu le lieu de concentration de diverses associations.
Alléguant « la campagne médiatique inacceptable, d'empoisonnement et de pression sur sa famille et lui-même » de Juana a entamé une nouvelle grève de la faim vers la mi-juillet.
De Juana, bien qu'ayant accompli ses peines de prison devait encore huit millions d'Euros à titre d'indemnisations civiles qu'il a été condamné à payer pour les attentats auxquels il a pris part. Les médias ont récemment indiqué que l'étage dans lequel il allait vivre, bien qu'il soit propriété à l'origine de la mère de de Juana, a été acheté par sa femme, dont la seule recette connue est le salaire qu'elle perçoit d'Etxerat. Ces faits étant maintenant connus le Ministère public a ouvert une enquête sur de possibles irrégularités dans l'acquisition de l'appartement afin d'éluder les indemnisations à payer sans que jusqu'à ce jour (novembre 2008) on ait des informations à ce sujet.

## La polémique du cas «Aiuri»
Le fait que, après 25 assassinats terroristes et plus de 3 000 années de prison, de Juana accomplisse seulement dix-huit ans a provoqué une grande polémique en Espagne, et des critiques sur le système pénitentiaire par l'opposition du Parti Populaire et les associations de victimes du terrorisme, sollicitant même des responsabilités pour ce fait contre le gouvernement de José Luis Rodríguez Zapatero en l'accusant de « on pouvait en faire plus » en déclarant le vice-président et le porte-parole du Gouvernement, María Teresa Fernández de la Vega, que : « nous répugne qu'il soit dans la rue, mais nous croyons dans la loi ».
D'autre part, certains aspects du procès à l'encontre de De Juana ont été critiqués par divers spécialistes du droit pénal, en faisant valoir qu'il avait supposé un caractère exceptionnellement dangereux et dictée de résolutions avec des changements brusques de critère judiciaire poussés par l'opinion publique qui ont affecté les bénéfices pénitentiaires que l'accusé pouvait prétendre  jouir ainsi qu'à sa mise en liberté ultérieure,,,.

## Nouveau procès: l'hommage (2008)
Le 4 août 2008, quatre jours après sa mise en liberté, l'Audition nationale a rendu publique sa décision d'ouverture d'une recherche pour une présumée infraction d'apologie du terrorisme, en raison d'une supposée lettre du libéré qui a été lue dans un acte, auquel De Juana n'a pas assisté, convoqué par les mouvements de l'environnement de la gauche abertzale pour lui rendre hommage. De Juana a nié, par le biais de son avocat, être l'auteur de cette lettre.
Dans le texte de la lettre publiée dans Gara, on définissait De Juana comme « une victime de l'état d'exception non démocratique » créé par la France et l'Espagne et dénonçait la « dure lutte » de ces États avec des « il-légalisations », « pression policière » et « tortures ». Dans l'hommage on s'est souvenu des prisonniers d'ETA et on a critiqué la politique pénitentiaire du Gouvernement, finissant en proférant des cris de quelques assistants d'exaltation pro ETA.
Le 11 novembre 2008, l'Audition nationale a décrété le retour en prison pour De Juana, ordonnant sa recherche et capture internationale pour non comparution afin d'être interrogé sur son implication pour une infraction d'exaltation du terrorisme, puisqu'il n'a pas pu être localisé dans les divers domiciles connus.

## Cavale
Les avocats nord-irlandais de l'etarre Ignacio de Juana Chaos ont assuré aujourd'hui devant un tribunal de Belfast que depuis deux mois ils n'ont aucune idée de l'endroit où se trouve le fugitif, celui-ci se trouve dans endroit inconnu pour éviter son extradition vers l'Espagne afin d'y être interrogé dans l'hypothèse cas d'apologie du terrorisme. Cependant, les avocats maintiennent la ressource (il maintiennent la RESSOURCE car ils ignorent que la traduction en français du mot espagnol RECURSO, dans le champ sémantique juridique, est RECOURS) pour essayer d'empêcher l'extradition, qui a déjà été accordée par le juge de première instance Thomas Burgess, prononcé le 1er mars 2010, selon l'agence Reuters. Il qualifie l'ETA comme « groupe séparatiste basque », bien que l'UE et les autorités du Royaume-Uni désignent cette bande comme organisation terroriste.

## Travail littéraire
Dans la prison, de Juana a écrit quelques livres dont l'écriture lui a donné des bénéfices pénitentiaires, postérieurement annulés :
- Días, publié en euskara sous le titre Egunak
- La senda del abismo (Le chemin de l'abîme), roman de fiction.

Durant l'année 2000, l'Audition nationale a bloqué les droits d'auteur pour ses livres publiés pour payer l'indemnisation civile à la famille d'un agent de la Garde Civile assassiné en 1985, y compris une autre œuvre intitulée Raíces de roble (Racines de chêne) qui, selon son éditeur, a seulement été un projet de travail qui n'existe pas.
En 2007 on lui a versé 520 € au titre de droits d'auteur. Depuis leur publication, 3 694 exemplaires de La senda del abismo ont été vendus, et 5 505 € de Jours/Egunak dans leurs deux éditions en espagnol et euskara.

### Sources et bibliographie
- Jean Chalvidant, ETA : L'enquête, éd. Cheminements, coll. « Part de Vérité », octobre 2003, 426 p. (ISBN 978-2-84478-229-8)
- (es) José María Benegas, Diccionario de Terrorismo, Madrid, Espasa Calpe, coll. « Diccionario Espasa », novembre 2004, 920 p. (ISBN 978-84-670-1609-3)
- Jacques Massey, ETA : Histoire secrète d'une guerre de cent ans, Paris, Flammarion, coll. « EnQuête », février 2010, 386 p. (ISBN 978-2-08-120845-2)